# Aah

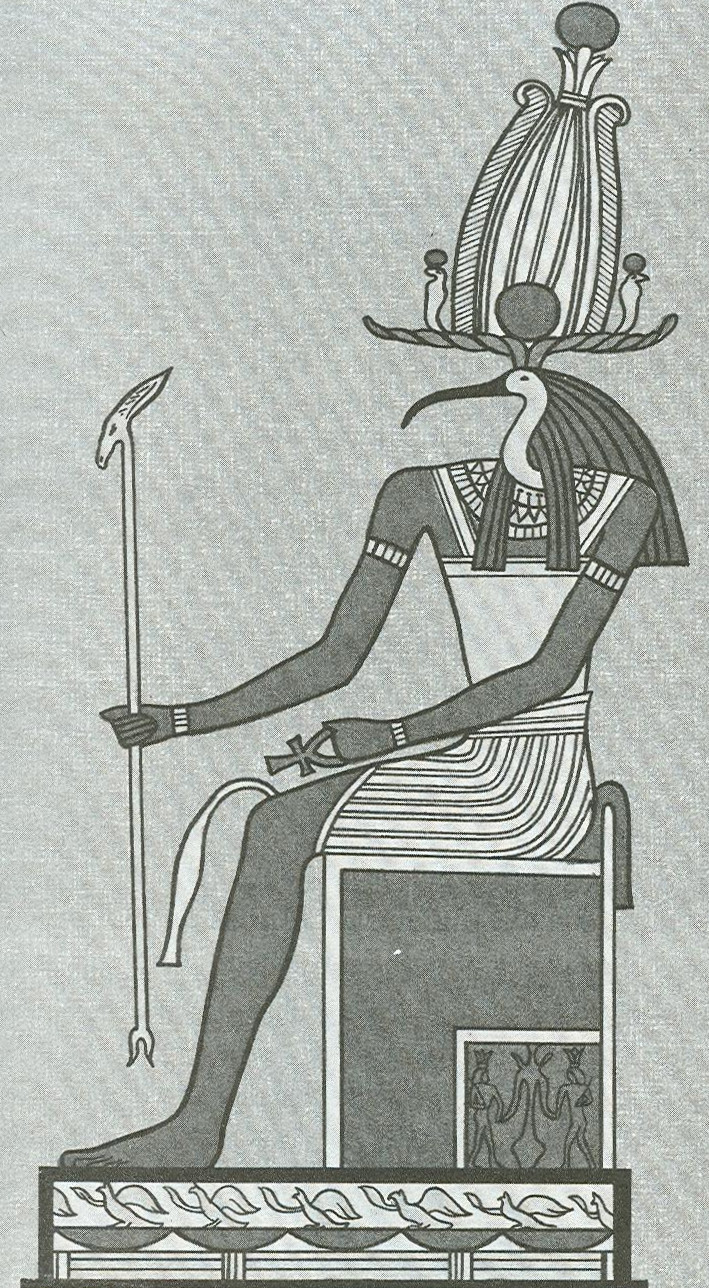
bóg Thot

Aah (również Aa, Ah, Jah) – w starożytnym Egipcie bóg księżyca odmierzający i regulujący upływ czasu. Jego imię składało się z czterech liter (hieroglifów), z czego trzy pierwsze to JAH a ostatnia to znak księżyca, często z występującym schowanym połowicznie słońcem. Stąd hebrajskim odpowiednikiem jest JAREAH (יָרֵחַ).
Był odpowiedzialny za Księżyc Roku. Jego imię znaczy „księżyc”. Towarzyszył głównie Thotowi i Chonsu. Był utożsamiany z Ozyrysem (jako Ozyrys-Aah) i Thotem (jako Tot-Aah) oraz Minem i Chonsu. Jest odpowiednikiem Seleny i Luny.